# Vitamin K

Vitamin K_{1} (phylloquinone). Hai dạng vitamin K chứa vòng naphthoquinone chức năng và một chuỗi phụ axit béo. Phylloquinone có một chuỗi phụ phytyl.

Vitamin K_{2} (menaquinone). Trong menaquinone, một chuỗi phụ bao gồm một số thặng dư isoprenoid.

Vitamin K là một nhóm các vitamin hòa tan trong chất béo, giống nhau về cấu trúc và có vai trò quan trọng trong quá trình điều chỉnh sự đông đặc của máu, cần thiết cho sự hỗ trợ đông máu. Vitamin K còn hỗ trợ sự trao đổi chất của xương và trao đổi chất của calci trong hệ thống mạch máu.
Có hai loại vitamin K dạng tự nhiên:
Vitamin K1 hay còn gọi là phylloquinone được tìm thấy trong thức ăn tự nhiên.
Vitamin K2 hay còn gọi là menaquinone. Dạng này được tạo ra bởi các loại vi khuẩn có ích ở trong ruột.
Có 3 dạng vitamin K tổng hợp được biết: các vitamin K3, K4, và K5. Dù vitamin K1 and K2 tự nhiên là không độc, dạng tổng hợp K3 (menadione) đã tỏ ra độc tính.

## Lịch sử
Vitamin K đã được xác định năm 1929 bởi nhà khoa học người Đan Mạch Henrik Dam khi ông nghiên cứu vai trò của cholesterol khi cho gà ăn chế độ ăn uống không có cholesterol. Sau vài tuần, những con gà này phát triển các chứng xuất huyết và bắt đầu chảy máu. Các bệnh lý này không thể được cải thiện bằng cách bổ sung cholesterol đã tinh chế vào chế độ ăn uống cho những con gà thí nghiệm. Điều đó chứng tỏ rằng cùng với cholesterol, một hợp chất thứ hai trong thực phẩm đã hỗ trợ đông máu và hợp chất này được gọi là vitamin đông máu. Vitamin mới nhận được chữ K, vì những khám phá ban đầu được báo cáo trong một tạp chí Đức, trong đó nó đã được chỉ định là Koagulationsvitamin. Edward Adelbert Doisy của trường Đại học Saint Louis đã làm nhiều nghiên cứu và dẫn đến việc khám phá ra bản chất cấu trúc và hóa học của vitamin K.
Henrik Dam và Edward Adelbert Doisy đã chia sẻ giải Nobel Sinh lý học và Y khoa năm 1943 về cho việc công bố khám phá của họ về vitamin K (K1 và K2) và vai trò của nó trong sự đông máu, xuất bản năm 1939. Adelbert Doisy đã có công phát hiện vitamin K vào năm 1927 và Dam đã lý giải được quy trình đông máu cần có vitamin K. Ông còn phát hiện ra vitamin K có trong tất cả các loại rau quả và đậu như cà chua, đậu nành, cỏ linh lăng và một số động vật.
Năm 1939, Doisy và cộng sự xác định được cấu trúc của vitamin K. Vào năm 1983, Price và cộng sự phát hiện khả năng ức chế sự vôi hoá của Matrix Gla-protein. Cho đến năm 1997, Lou và cộng sự chứng minh vai trò của MGP đối với hệ tim mạch bằng cách gây đột biến trên chuột. Vào năm 2007: Schurgers và cộng sự công bố khám phá về hoạt tính sinh học của Menaquinone-7 (MK-7), một dạng vitamin K2, được tạo ra trong quá trình lên men của vi khuẩn. MK-7 có trong các sản phẩm lên men từ đậu nành, sữa. Năm 2008, Gast và cộng sự chứng minh khả năng cải thiện sức khoẻ tim mạch của MK-7.
Hiện nay, vitamin K2 được sản xuất theo phương pháp truyền thống "Natto" với công nghệ tiên tiến tại Nhật Bản. Natto được làm từ đậu nành lên men, là nguồn tự nhiên giàu vitamin K2 nhất mang thương hiệu MenaQ7, một công nghệ độc quyền. MenaQ7 là vitamin K2 duy nhất có nguồn gốc thiên nhiên.

### Vitamin K1
Có nhiều trong các loại rau xanh (cải, bông cải,…), dầu thực vật (dầu đậu nành), trái cây (bơ, kiwi, nho,…). Tuy nhiên, chỉ 5-10% lượng vitamin K1 được hấp thu ở đường tiêu hoá từ nguồn thực phẩm.

Vitamin K1 giữ vai trò hoạt hoá yếu tố đông máu ở gan.

### Vitamin K2

#### Công dụng
Tăng cường chức năng của tế bào nội mô mạch máu, chống xơ vữa động mạch, chống tắc nghẽn mạch, tránh nhồi máu cơ tim, đau thắt ngực.
Kích hoạt protein osteocalcin, giúp gắn ion calci vào khung xương, ngăn ngừa loãng xương. Kanellakis S và cộng sự (2012) đã công bố kết quả nghiên cứu hiệu quả của sự kết hợp calci, vitamin D3 và vitamin K2 trong việc tăng mật độ khoáng trong xương ở 173 phụ nữ mãn kinh. Sau 12 tháng thử nghiệm, kết quả xử lý thống kê cho thấy mật độ khoáng trong xương cột sống của nhóm bổ sung 800 mg calci, 10 mcg vitamin D3 và 100 mcg vitamin K2 tăng đáng kể so với nhóm đối chứng và cao hơn so với nhóm chỉ bổ sung calci và vitamin D3.

#### Cơ chế
Vitamin K2 có vai trò hoạt hoá protein MGP, giúp MGP chuyển từ dạng bất hoạt (ucMGP) sang dạng hoạt động (cMGP). Ở trạng thái hoạt động (cMGP), protein này gắn với ion Ca2+ trong máu, ngăn không cho chúng lắng đọng xuống thành mạch, do đó ngăn ngừa vôi hoá mạch máu, giảm thiểu nguy cơ tắc nghẽn mạch máu do xơ vữa động mạch.